# Валчелеле (Сучава)
Валчелеле (рум. Vâlcelele) насеље је у Румунији у округу Сучава у општини Стројешти. Oпштина се налази на надморској висини од 322 m.

## Становништво
Према подацима из 2002. године у насељу је живело 118 становника, од којих су сви румунске националности.